# Сурами
Сура́ми (груз. სურამი) — посёлок городского типа в Хашурском муниципалитете Грузии, известный курорт.
Сурами находится у южного подножья Лихского хребта, делящего Грузию на западную и восточную часть, и соединён с райцентром Хашури железнодорожной веткой.

## История

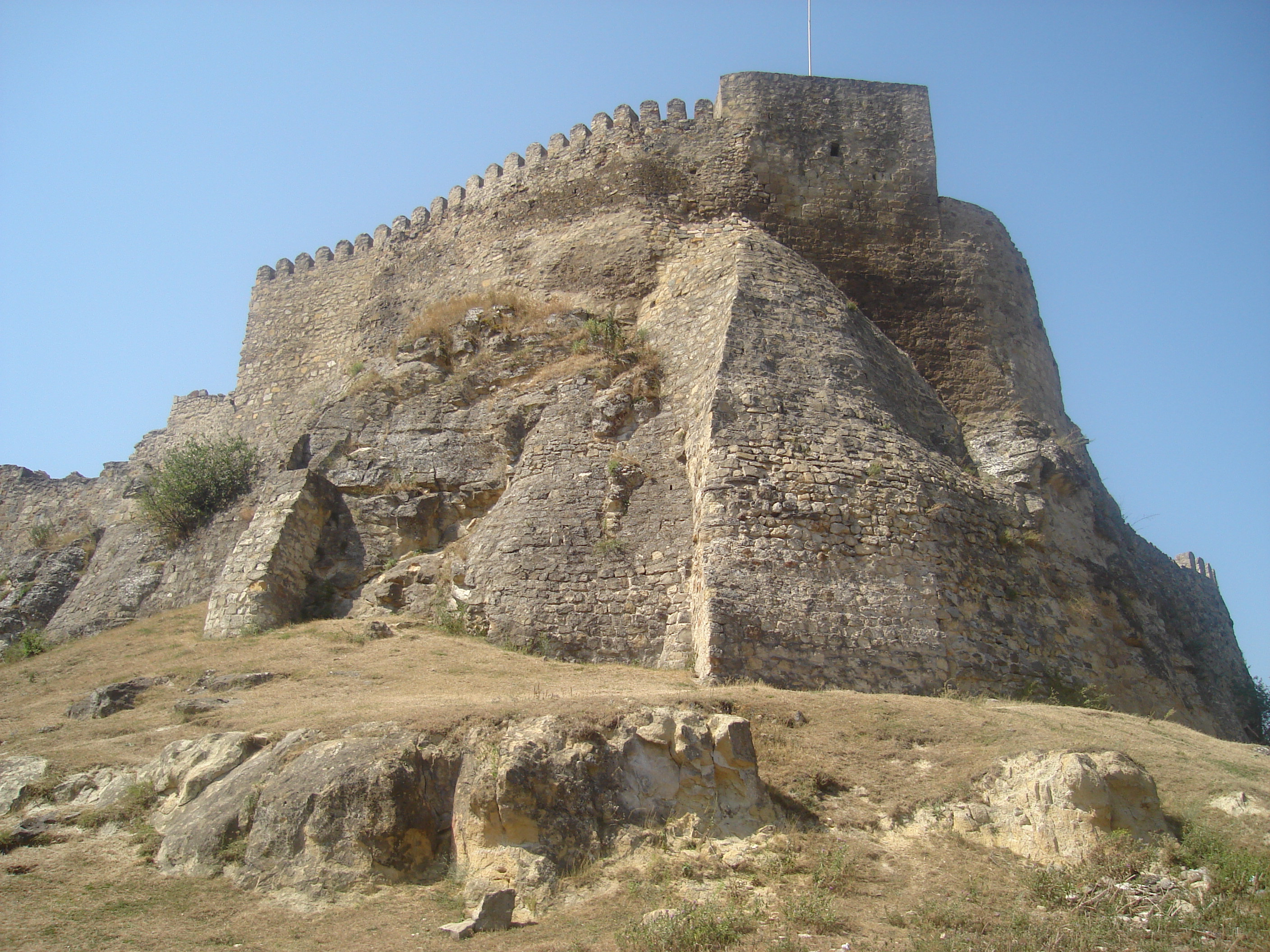
Сурамская крепость. XII век

Поселение на месте Сурами имелось ещё во времена бронзового века. Плиний Старший упоминает на границе Колхиды и Иберии пункт Surium, вероятно, отождествляемый с Сурами. В Средние века (XII—XIII) расположенный у стратегически важного Сурамского перевала посёлок был превращён в мощную крепость, до сих пор являющуюся главной достопримечательностью этих мест. Легенда о создании крепости, изложенная писателем Даниэлом Чонкадзе (1830—1860), воплощена в известном фильме Сергея Параджанова «Легенда о Сурамской крепости» (1984).
В XII—XV веках Сурами владели потомственные губернаторы (эристави), взявшие фамилию Сурамели. В XVII—XVIII веках крепость была укреплена заново и использовалась во время боёв князя Гиви Амилахвари с персами, а потом была базой русских в Русско-турецкую войну 1768—1774 годов. После присоединения Грузии к Российской империи (1801) Сурами стал развиваться как климатический курорт. С 1926 — посёлок городского типа.
Имеется несколько санаториев. В советское время в Сурами имелись стеклотарный, винный и консервный заводы, велась добыча кварца.
В 1872 через Сурами прошла железная дорога. К западу от станции Сурами находился высокий перевал, через который поезда проходили с паровозами-толкачами. С 1890 года в результате открытия Сурамского тоннеля, построенного в другом месте, станция Сурами стала тупиком. С 2012 года пассажирское движение по станции Сурами полностью прекращено.

## Население
Согласно данным «Кавказского календаря» на 1846 год основным населением города были грузины, армяне и евреи .

## Достопримечательности

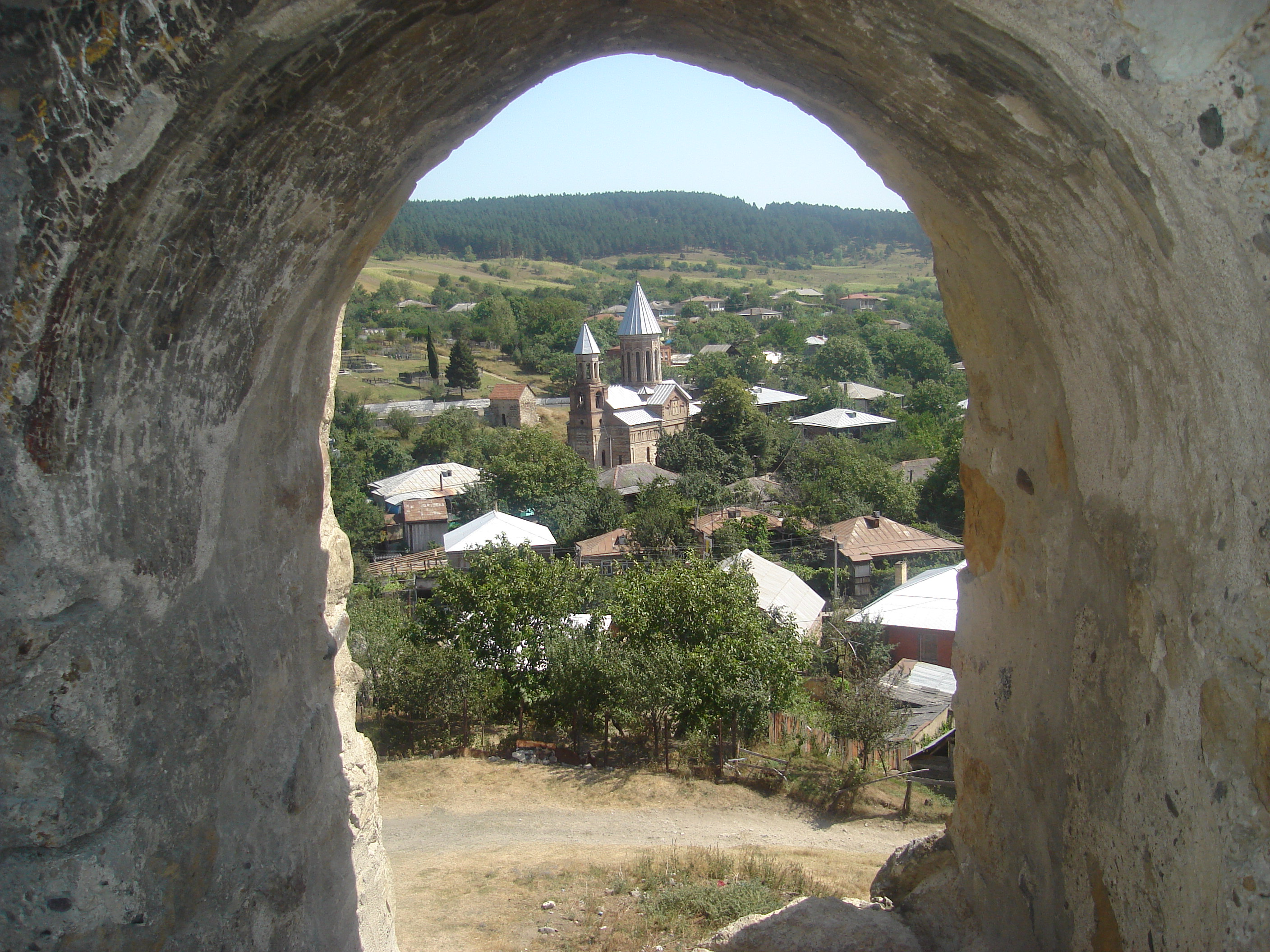
Вид с Сурамской крепости на церковь Богоматери

Памятник Лесе Украинке

Среди достопримечательностей Сурами — церкви Богоматери и Святого Григория Просветителя (XVII век).
В Сурами находится дом-музей прожившей на курорте последние годы жизни и умершей здесь поэтессы Леси Украинки, установлен памятник поэтессе (1952, скульптор Тамара Абакелия).